# Walter Bombe
Walter Ulrich Eduard Bombe (* 24. Mai 1873 in Berlin; † 1946) war ein deutscher Kunsthistoriker.

## Leben
Walter Bombe besuchte das Gymnasium zum Grauen Kloster bis zur Obersekunda, machte dann eine kaufmännische Lehre und war sechs Jahre bei der Deutschen Bank in Berlin tätig.  Nachdem er Ostern 1900 die Reifeprüfung nachgeholt hatte, studierte er an der Universität Berlin Kunstgeschichte und wurde dort am 25. Juli 1904 bei Heinrich Wölfflin promoviert. Von 1904 bis 1912 war er als Assistent am kunsthistorischen Institut in Florenz tätig, nach seiner Habilitation war er ab 1910 als Privatdozent an der Universität Münster tätig, ab 1914 als Privatdozent an der Universität Bonn. Am 20. Dezember 1918 erhielt er dort den Titel Professor, verzichtete jedoch am 1. April 1919 auf seinen Privatdozentenstatus.
Seit den 1920er Jahren war er der Lebensgefährte der Malerin Lotte B. Prechner (1877–1967) und lebte in Köln.

## Veröffentlichungen (Auswahl)
- Benedetto Buonfigli. Eine kunsthistorische Studie. Dissertation Berlin 1904. (Digitalisat, mit Lebenslauf)
- Geschichte der Peruginer Malerei bis zu Perugino und Pinturicchio. Auf Grund des Nachlasses Adamo Rossis und eigener archivalischer Forschungen (= Italienische Forschungen. Band 5). Cassirer, Berlin 1912.
- als Hrsg.: Nachlaß-Inventare des Angelo da Uzzano und des Lodovico di Gino Capponi (= Beiträge zur Kulturgeschichte des Mittelalters und der Renaissance. Band 36). Leipzig/Berlin 1928.
- Urkunden zur Geschichte der Peruginer Malerei im 16. Jahrhundert. Aus dem Rossi-Bombe-Archiv im Kunsthistorischen Institut zu Florenz. Klinkhardt und Biermann, Leipzig 1929.